# Janette Manrara
Janette Manrara (Miami, Florida, 16 de noviembre de 1983) es una bailarina de salón, coreógrafa y presentadora de televisión estadounidense. Es más conocida por su participación en la programa estadounidense So You Think You Can Dance y por ser haber sido una de las bailarinas profesionales del programa británico Strictly Come Dancing. Desde junio de 2021, fue presentadora de Strictly Come Dancing: It Takes Two.

## Primeros años
Manrara nació en Miami, Florida de padres cubanos, Luis y Maritza. Es la mayor de tres hermanos. Comenzó a actuar en teatro musical a los 12 años, y comenzó su entrenamiento formal como bailarina a los 19, estudiando bailes de salón, ballet, puntas, jazz y hip-hop. Estudió finanzas en la Universidad Internacional de Florida mientras completaba su formación en danza.

## Carrera

### So You Think You Can Dance
Manrara se presentó por primera vez al concurso So You Think You Can Dance en la cuarta temporada, pero no consiguió clasificarse entre los 20 mejores. Volvió a presentarse en la quinta temporada, realizando un baile erótico, y logró entrar entre los 20 primeros, donde formó pareja con el bailarín contemporáneo Brandon Bryant. Al igual que Manrara, Bryant había pasado por la semana de Las Vegas en la cuarta temporada, pero fue eliminado en la selección de los 20 mejores. Durante su estancia en el programa, Janette recibió muchos elogios de los jueces; tanto Mia Michaels como Nigel Lythgoe dijeron que Janette era su bailarina favorita de esa temporada y Lythgoe llegó a decir que esperaba que ganara el concurso. Un tango argentino que interpretó con Bryant fue el primer baile de la quinta temporada que recibió una gran ovación de los jueces. Sin embargo, Manrara fue eliminada durante la séptima semana junto con el bailarín contemporáneo Jason Glover.
Durante la octava temporada del programa, Manrara regresó como All-Star para interpretar un pasodoble con el concursante Marko Germar.

### Strictly Come Dancing
En 2013, Manrara se convirtió en bailarina profesional del programa de televisión británico Strictly Come Dancing desde la undécima temporada, teniendo como primera pareja al diseñador de modas Julien Macdonald, siendo la tercera pareja en ser eliminada y quedando en el decimotercer puesto. Para la duodécima temporada fue emparejada con el actor de EastEnders, Jake Wood, llegando ambos hasta la semifinal y finalizando en el quinto puesto. Fue emparejada con el cantante Peter Andre en la decimotercera temporada, ubicándose en el séptimo puesto al ser eliminados en la décima semana del concurso. Al año siguiente tuvo como pareja al presentador Melvin Odoom en la decimocuarta temporada, siendo ambos la primera pareja eliminada de la competencia y terminando en el decimoquinto puesto. En la decimoquinta temporada formó pareja con el cantante Aston Merrygold de la banda JLS, con quien fue sorprendentemente eliminada en la séptima semana de competencia a pesar de sus altos puntajes, finalizando así en el décimo puesto.
Para la decimosexta temporada fue emparejada con el doctor Ranj Singh, quedando eliminados en la séptima semana y acabando en el décimo puesto. Formó pareja con el tenista de mesa paralímpico Will Bayley para la decimoséptima temporada, pero tuvieron que abandonar la competencia en la séptima semana, luego de que Bayley sufriera una lesión en la rodilla en los ensayos de la semana anterior. Manrara logró llegar por primera vez a una final en la decimoctava temporada, teniendo como pareja al cantante y presentador HRVY, terminando como uno de los subcampeones y perdiendo ante Bill Bailey y Oti Mabuse. El 10 de junio de 2021, se anunció que Manrara dejaría el concurso como bailarina profesional para convertirse en la nueva presentadora de Strictly Come Dancing: It Takes Two, reemplazando a Zoe Ball, quien abandonó el programa a principios de año.
Manrara también formó parte de varios especiales del programa. Entre sus participaciones estuvieron los especiales de Navidad de 2013 con el actor Ricky Norwood; de 2016 nuevamente con el presentador Melvin Odoom, con quien ganó; de 2018 nuevamente con el cantante Aston Merrygold, con quien ganó; y de 2019 con la personalidad televisiva Mark Wright. También formó parte del especial titulado The People's Strictly de 2015 para la organización caritativa Comic Relief, en el que participaron personas no famosas, bailando junto a Philip Barnett; el especial de Children in Need de 2016 junto al piragüista Joe Clarke; y el especial de The Weakest Link de 2022.
| Temporada | Pareja           | Puesto | Promedio |
| --------- | ---------------- | ------ | -------- |
| 11        | Julien Macdonald | 13.º   | 20.75    |
| 12        | Jake Wood        | 5.º    | 32.08    |
| 13        | Peter Andre      | 7.º    | 30.90    |
| 14        | Melvin Odoom     | 15.º   | 22.50    |
| 15        | Aston Merrygold  | 10.º   | 32.14    |
| 16        | Dr. Ranj Singh   | 10.º   | 24.29    |
| 17        | Will Bayley      | 10.º   | 25.80    |
| 18        | HRVY             | 2.º    | 35.89    |

- Temporada 11 con Julien Macdonald

| Semana | Baile / Canción                           | Puntajes de los jueces | Puntajes de los jueces | Puntajes de los jueces | Puntajes de los jueces | Resultado       |
| Semana | Baile / Canción                           | C. R.                  | D. B.                  | L. G.                  | B. T.                  | Resultado       |
| ------ | ----------------------------------------- | ---------------------- | ---------------------- | ---------------------- | ---------------------- | --------------- |
| 1      | Chachachá / «Vogue»                       | 3                      | 5                      | 6                      | 6                      | Sin eliminación |
| 2      | Tango / «Applause»                        | 3                      | 5                      | 5                      | 5                      | Dos últimos     |
| 3      | Jive / «Everybody Needs Somebody to Love» | 4                      | 5                      | 7                      | 6                      | Dos últimos     |
| 4      | Salsa / «Spice Up Your Life»              | 4                      | 6                      | 7                      | 6                      | Eliminados      |

- Temporada 12 con Jake Wood

| Semana                                           | Baile / Canción                           | Puntajes de los jueces | Puntajes de los jueces | Puntajes de los jueces | Puntajes de los jueces | Resultado       |
| Semana                                           | Baile / Canción                           | C. R.                  | D. B.                  | L. G.                  | B. T.                  | Resultado       |
| ------------------------------------------------ | ----------------------------------------- | ---------------------- | ---------------------- | ---------------------- | ---------------------- | --------------- |
| 1                                                | Tango / «Toxic»                           | 7                      | 7                      | 7                      | 7                      | Sin eliminación |
| 2                                                | Salsa / «Mambo No. 5»                     | 8                      | 9                      | 9                      | 9                      | Salvados        |
| 3                                                | Vals / «The Godfather Waltz»              | 8                      | 8/81                   | 8                      | 8                      | Salvados        |
| 4                                                | Jive / «All Shook Up»                     | 8                      | 9                      | 8                      | 8                      | Salvados        |
| 5                                                | Quickstep / «I'm Still Standing»          | 7                      | 8                      | 8                      | 8                      | Salvados        |
| 6                                                | Pasodoble / «Black Betty»                 | 6                      | 7                      | 8                      | 8                      | Salvados        |
| 7                                                | Rumba / «Strangers in the Night»          | 6                      | 7                      | 7                      | 7                      | Salvados        |
| 8                                                | American smooth / «Feeling Good»          | 9                      | 9                      | 9                      | 9                      | Salvados        |
| 9                                                | Samba / «Macarena»                        | 9                      | 10                     | 10                     | 9                      | Salvados        |
| 10                                               | Tango argentino / «Zorbas»                | 5                      | 8                      | 8                      | 8                      | Salvados        |
| 11                                               | Charlestón / «Entrance of the Gladiators» | 9                      | 9                      | 10                     | 10                     | Salvados        |
| 11                                               | Maratón de Vals / «The Last Waltz»        | 1 punto extra          | 1 punto extra          | 1 punto extra          | 1 punto extra          | Salvados        |
| 12 (Semifinal)                                   | Chachachá / «Boogie Shoes»                | 6                      | 8                      | 8                      | 8                      | Eliminados      |
| 12 (Semifinal)                                   | Vals vienés / «When a Man Loves a Woman»  | 7                      | 8                      | 8                      | 8                      | Eliminados      |
| 1Puntaje dado por el juez invitado Donny Osmond. |                                           |                        |                        |                        |                        |                 |

- Temporada 13 con Peter Andre

| Semana | Baile / Canción                                          | Puntajes de los jueces | Puntajes de los jueces | Puntajes de los jueces | Puntajes de los jueces | Resultado       |
| Semana | Baile / Canción                                          | C. R.                  | D. B.                  | L. G.                  | B. T.                  | Resultado       |
| ------ | -------------------------------------------------------- | ---------------------- | ---------------------- | ---------------------- | ---------------------- | --------------- |
| 1      | Chachachá / «Ain't No Other Man»                         | 7                      | 8                      | 8                      | 7                      | Sin eliminación |
| 2      | Quickstep / «Valerie»                                    | 7                      | 8                      | 7                      | 8                      | Salvados        |
| 3      | Pasodoble / «He's a Pirate»                              | 7                      | 7                      | 7                      | 7                      | Salvados        |
| 4      | Tango / «Blue Monday»                                    | 8                      | 8                      | 8                      | 8                      | Salvados        |
| 5      | Rumba / «Thinking Out Loud»                              | 7                      | 7                      | 8                      | 7                      | Salvados        |
| 6      | Foxtrot / «Ghost»                                        | 7                      | 7                      | 7                      | 7                      | Salvados        |
| 7      | Charlestón / «Do Your Thing»                             | 9                      | 10                     | 10                     | 9                      | Salvados        |
| 8      | Vals vienés / «You're My World»                          | 8                      | 9                      | 8                      | 9                      | Salvados        |
| 9      | Jive / «River Deep – Mountain High»                      | 6                      | 7                      | 8                      | 8                      | Dos últimos     |
| 10     | American smooth / «I Get the Sweetest Feeling»           | 7                      | 8                      | 8                      | 8                      | Eliminados      |
| 10     | Maratón de Quickstep / «Sing, Sing, Sing (With a Swing)» | 1 punto extra          | 1 punto extra          | 1 punto extra          | 1 punto extra          | Eliminados      |

- Temporada 14 con Melvin Odoom

| Semana | Baile / Canción                | Puntajes de los jueces | Puntajes de los jueces | Puntajes de los jueces | Puntajes de los jueces | Resultado       |
| Semana | Baile / Canción                | C. R.                  | D. B.                  | L. G.                  | B. T.                  | Resultado       |
| ------ | ------------------------------ | ---------------------- | ---------------------- | ---------------------- | ---------------------- | --------------- |
| 1      | Chachachá / «Loco in Acapulco» | 4                      | 6                      | 6                      | 6                      | Sin eliminación |
| 2      | Tango / «Moving on Up»         | 5                      | 6                      | 6                      | 6                      | Eliminados      |

- Temporada 15 con Aston Merrygold

| Semana | Baile / Canción                       | Puntajes de los jueces | Puntajes de los jueces | Puntajes de los jueces | Puntajes de los jueces | Resultado       |
| Semana | Baile / Canción                       | C. R.                  | D. B.                  | S. B.                  | B. T.                  | Resultado       |
| ------ | ------------------------------------- | ---------------------- | ---------------------- | ---------------------- | ---------------------- | --------------- |
| 1      | Foxtrot / «It Had to Be You»          | 7                      | 8                      | 8                      | 8                      | Sin eliminación |
| 2      | Salsa / «Despacito»                   | 7                      | 8                      | 8                      | 9                      | Salvados        |
| 3      | Chachachá / «Can't Stop the Feeling!» | 8                      | 9                      | 9                      | 9                      | Salvados        |
| 4      | Quickstep / «Mr. Blue Sky»            | 7                      | 8                      | 8                      | 9                      | Salvados        |
| 5      | Vals / «Can't Help Falling in Love»   | 8                      | 8                      | 8                      | —                      | Salvados        |
| 6      | Pasodoble / «Smells Like Teen Spirit» | 9                      | 10                     | 9                      | 10                     | Salvados        |
| 7      | Vals vienés / «Who's Lovin' You»      | 4                      | 7                      | 7                      | 7                      | Eliminados      |

- Temporada 16 con Dr. Ranj Singh

| Semana                                                                  | Baile / Canción                         | Puntajes de los jueces | Puntajes de los jueces | Puntajes de los jueces | Puntajes de los jueces | Resultado       |
| Semana                                                                  | Baile / Canción                         | C. R.                  | D. B.                  | S. B.                  | B. T.                  | Resultado       |
| ----------------------------------------------------------------------- | --------------------------------------- | ---------------------- | ---------------------- | ---------------------- | ---------------------- | --------------- |
| 1                                                                       | Chachachá / «How Will I Know»           | 6                      | 6                      | 8                      | 7                      | Sin eliminación |
| 2                                                                       | Salsa / «Fireball»                      | 5                      | 6                      | 7                      | 6                      | Salvados        |
| 3                                                                       | Quickstep / «Prince Ali»                | 4                      | 5                      | 5                      | 6                      | Salvados        |
| 4                                                                       | Pasodoble / «Canción del Mariachi»      | 6                      | 7                      | 7                      | 7                      | Salvados        |
| 5                                                                       | American smooth / «Wouldn't It Be Nice» | 5                      | 6                      | 7                      | 71                     | Salvados        |
| 6                                                                       | Jive / «Monster Mash»                   | 5                      | 5                      | 5                      | 5                      | Salvados        |
| 7                                                                       | Samba / «Freedom! '90»                  | 6                      | 7                      | 7                      | 7                      | Eliminados      |
| 1Puntaje dado por el juez invitado Alfonso Ribeiro en lugar de Tonioli. |                                         |                        |                        |                        |                        |                 |

- Temporada 17 con Will Bayley

| Semana | Baile / Canción                    | Puntajes de los jueces | Puntajes de los jueces | Puntajes de los jueces | Puntajes de los jueces | Resultado       |
| Semana | Baile / Canción                    | C. R.                  | M. M.                  | S. B.                  | B. T.                  | Resultado       |
| --- | ---------------------------------- | ---------------------- | ---------------------- | ---------------------- | ---------------------- | --------------- |
| 1 | Quickstep / «Pencil Full of Lead»  | 5                      | 7                      | 7                      | 7                      | Sin eliminación |
| 2 | Salsa / «1-2-3»                    | 6                      | 6                      | 6                      | 6                      | Salvados        |
| 3 | Pasodoble / «Gotta Catch 'Em All»  | 6                      | 6                      | 5                      | 6                      | Salvados        |
| 4 | Foxtrot / «Señorita»               | 6                      | 6                      | 6                      | 6                      | Salvados        |
| 5 | Contemporáneo / «7 Years»          | 7                      | 8                      | 8                      | 91                     | Salvados        |
| 6 | Jive / «Casper the Friendly Ghost» | —                      | —                      | —                      | —                      | Exención2       |
| 7 | Vals / «Weekend in New England»    | —                      | —                      | —                      | —                      | Retirados       |
| 1Puntaje dado por el juez invitado Alfonso Ribeiro en lugar de Tonioli. 2Debido a una lesión sufrida por Bayley, se le dio a la pareja una exención. |                                    |                        |                        |                        |                        |                 |

- Temporada 18 con HRVY

| Semana                                                               | Baile / Canción                              | Puntajes de los jueces | Puntajes de los jueces | Puntajes de los jueces | Resultado       |
| Semana                                                               | Baile / Canción                              | C. R.                  | S. B.                  | M. M.                  | Resultado       |
| -------------------------------------------------------------------- | -------------------------------------------- | ---------------------- | ---------------------- | ---------------------- | --------------- |
| 1                                                                    | Jive / «Faith»                               | 8                      | 8                      | 9                      | Sin eliminación |
| 2                                                                    | Vals vienés / «Stuck with U»                 | 7                      | 8                      | 9                      | Salvados        |
| 3                                                                    | Chachachá / «Don't Go Breaking My Heart»     | 6                      | 7                      | 8                      | Salvados        |
| 4                                                                    | Salsa / «Dynamite»                           | 8                      | 10                     | 91                     | Salvados        |
| 5                                                                    | Tango / «Golden»                             | 8                      | 9                      | 91                     | Salvados        |
| 6                                                                    | Urbano / «A Sky Full of Stars»               | 10                     | 10                     | 10                     | Salvados        |
| 7                                                                    | American smooth / «One (Singular Sensation)» | 9                      | 10                     | 10                     | Salvados        |
| 8 (Semifinal)                                                        | Rumba / «Only You»                           | 7                      | 8                      | 8                      | Salvados        |
| 8 (Semifinal)                                                        | Charlestón / «Another Day of Sun»            | 10                     | 10                     | 10                     | Salvados        |
| 9 (Final)                                                            | Jive / «Faith»                               | 9                      | 10                     | 10                     | Segundo puesto  |
| 9 (Final)                                                            | Showdance / «Boogie Wonderland»              | 9                      | 10                     | 10                     | Segundo puesto  |
| 9 (Final)                                                            | American smooth / «One (Singular Sensation)» | 10                     | 10                     | 10                     | Segundo puesto  |
| 1Puntaje dado por el juez invitado Anton du Beke en lugar de Mabuse. |                                              |                        |                        |                        |                 |

### Otros trabajos
Después de su aparición en So You Think You Can Dance, Manrara se unió a la serie musical de televisión Glee como bailarina principal. También hizo su debut en Burn the Floor del West End en el Teatro Shaftesbury de Londres, Inglaterra, el 21 de julio de 2010. Además, formó parte del elenco de Burn the Floor de Estados Unidos, que recorrió dicho país desde finales de 2010 hasta mayo de 2011.
Manrara participó en la gira nacional Strictly Come Dancing Live! de 2016 a 20020 como bailarina profesional y de 2022 en adelante como presentadora.
En 2017, Manrara y Aljaž Skorjanec anunciaron que realizarían una gira británica de baile llamada Remembering Fred. Desde ese año, Manrara y con Skorjanec formaron parte de Donahey's Dancing with The Stars Weekends como profesores de baile y bailarines. En 2020, anunciaron una nueva gira llamada Remembering The Oscars.
Manrara aparece en el programa Morning Live de la BBC One haciendo un entrenamiento de fitness y también como copresentadora.

## Vida personal
En 2015, Manrara se comprometió con su pareja y coestrella de Strictly Come Dancing y Burn the Floor, Aljaž Skorjanec. Se casaron el 15 de julio de 2017.
En febrero de 2023, anunciaron que esperaban su primer hijo para finales del verano de 2023. La niña Lyra Rose nació el 28 de julio de 2023.